# Constantin Göttfert

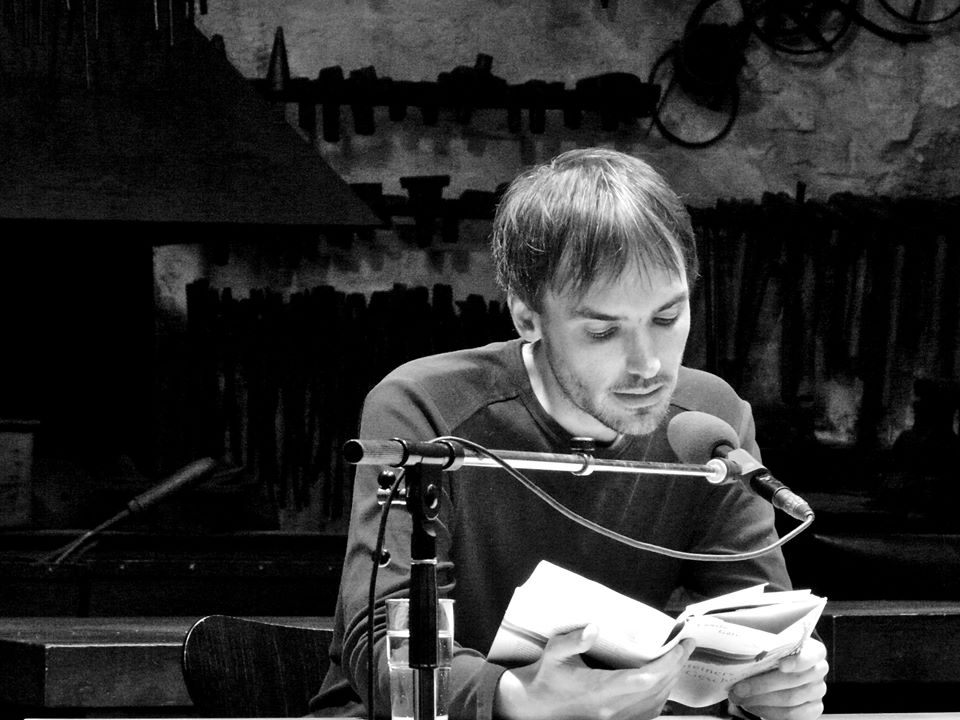
Constantin Göttfert (2014)

Constantin Göttfert (* 19. Mai 1979 in Wien) ist ein österreichischer Autor.

## Leben
Göttfert maturierte 1997 am Oberstufenrealgymnasium Hegelgasse 12 in Wien und absolvierte zunächst ein Studium zum Hauptschullehrer für Englisch und Musikerziehung an der Pädagogischen Akademie Ettenreichgasse. Anschließend studierte er Germanistik und Kulturwissenschaft an der Universität Wien sowie am Deutschen Literaturinstitut Leipzig. Sein Debütroman „Satus Katze“ wurde von Franz Haas in der Neuen Zürcher Zeitung als „kunstfertig arrangiert […] mit viel Gespür für das Klirren von unerwiderten Gefühlen“ gelobt. Im teils autobiographischen Roman „Steiners Geschichte“ befasste sich Göttfert mit der Vertreibung der Karpatendeutschen nach dem Zweiten Weltkrieg. Das Buch wurde mit dem Heinrich-Heine-Stipendium ausgezeichnet und ins Türkische übersetzt. Neben seiner Tätigkeit als Schriftsteller arbeitet Göttfert unter anderem als Stenograf im Österreichischen Parlament. Göttfert lebt in Niederösterreich.

## Werke
- Holzung. Kurzgeschichten. Arovell Verlag, 2006, ISBN 3-901435-81-6.[2]
- In dieser Wildnis. Erzählungen. Poetenladen Verlag, Leipzig 2010, ISBN 978-3-940691-15-6.[3]
- Satus Katze. Roman. C. H. Beck, München 2011, ISBN 978-3-406-62164-2.[4][5][6]
- Detroit. Erzählung. Textem Verlag 2012, ISBN 978-3-86485-035-6.
- Steiners Geschichte. Roman. C. H. Beck, München 2014, ISBN 978-3-406-66757-2.[7]
- Duffeks Hände. Roman. Limbus Verlag, Innsbruck 2024, ISBN  978-3-99039-254-6.[8][9]

## Auszeichnungen und Stipendien
- 2006 Wiener Werkstattpreis
- 2008 Klagenfurter Literaturkurs
- 2009 Literaturstipendium der Landesregierung Niederösterreich auf Schloss Budmerice
- 2009 Stadtschreiber in Schwaz in Tirol
- 2011 Startstipendium des Bundesministeriums für Unterricht, Kunst und Kultur
- 2011 Stipendiat am Literarischen Colloquium Berlin
- 2014 Stipendium des Künstlerdorfes Schöppingen
- 2014 Projektstipendium des Bundeskanzleramtes
- 2015 Stipendiat im Heinrich-Heine-Haus in Lüneburg
- 2015 Hausacher LeseLenz – Stadtschreiber für Prosa
- 2016 Projektstipendium des Bundeskanzleramtes
- 2016 Aufenthaltsstipendium des Prager Literaturhauses
- 2016 Nominierung zum Retzhofer Dramapreis
- 2019 Teilnahme am Nenzinger Dramafestival